# Schoenoplectus lineolatus
Schoenoplectus lineolatus là loài thực vật có hoa trong họ Cói. Loài này được (Franch. & Sav.) T.Koyama miêu tả khoa học đầu tiên năm 1978.